# غابات جيفورد بينشوت الوطنية
تقع  غابات جيفورد بينشوت الوطنية  في ولاية واشنطن الأمريكية، على مساحة 1.3 مليون فدان، وتضم جبل سانت هيلين وتعتبر نصب تذكاري وطني. وتبلغ مساحة الجبل 110,000 فدان داخل الغابة.

## انظر أسضًا
- المحمية الطبيعية غوديفيل

## وصلات خارجية
- Official web site
- Gifford Pinchot Task Force